# Lina Stadlin-Graf
Lina Stadlin-Graf (Speicher, 20 maart 1872 - Beckenried, 19 november 1954) was een Zwitserse juriste en redactrice.

## Biografie
Lina Stadlin-Graf was een dochter van Anna Katharina Frischknech en Johann Graf, die landbouwer was en zetelde in de Kantonsraad van Appenzell Ausserrhoden. In 1897 huwde ze Hermann Stadlin. Van 1891 tot 1892 studeerde ze rechten aan de Universiteit van Zürich en vanaf 1892 aan de Universiteit van Bern. In 1895 was zij een van de eerste Zwitserse vrouwen die een doctoraat behaalde. Onder de naam van haar echtgenoot was ze van 1902 tot 1920 redactrice van de radicale krant Zuger Volksblatt en stond ze in voor de vrouwgerelateerde artikelen. Na het quasi-faillissement van de Schweizerische Volksbank, waardoor haar echtgenoot zijn functie als directeur verloor, trok het koppel zich terug in Beckenried in het kanton Nidwalden, waar Lina Stadlin-Graf tot 1933 actief zou blijven als juridisch adviseur.